# Parafia św. Jerzego w Sławikowie
Parafia Świętego Jerzego w Sławikowie – parafia rzymskokatolicka, znajdująca się w diecezji opolskiej, w dekanacie Łany.